# 遠山産業
遠山産業株式会社（英：Toyama & Co.,Ltd）は、愛知県名古屋市昭和区に本社を構える、繊維関連商材の卸売を主力事業とする日本の商社である。

## 概要
創業は明治10年（1877年）、遠山氏の初代である遠山景朝から数えて23代目にあたる遠山景京（とおやま かげおか）が、現在の愛知県津島市にて米穀問屋を始めたことから、変遷を経て現在の業態へ至る。繊維卸売事業のほか、愛知県津島市にて国内有名寝具メーカーのOEM製品の製造も手掛ける。また、遠山グループとして同津島市にて自動車学校・ゴルフ練習場・スーパー銭湯など他業種の運営も展開する。グループの理念は「誠意・創意・恊和」。

## 沿革

### 遠山商店創業
- 明治10年（1877年） - 孝次郎より数えて4代目の遠山幸八が綿糸販売を目的に個人商店と　して繊維を取り扱う遠山商店を創業

### 初代遠山孝三
- 明治26年(1893年) - 冨永新六、冨永新吾、青樹英二ら19名で株式会社津島紡績（三重紡績に吸収合併、その後東洋紡津島工場となる）設立、また株式會社海島銀行、株式會社海島貯蓄銀行各取締役を歴任

### 合名会社遠山商店
- 大正6年（1917年） - 二代目遠山孝三、合名会社遠山商店設立、また津島染色整理株式会社設立、染色整理加工業を開始
- 大正7年（1918年） - 合名会社遠山商店を設立、津島に本店、名古屋支店、大阪、浜松に出張所を開設
- 大正8年(1919年)　 - 内外紡績株式会社設立、以後社長就任
- 大正12年(1923年)  - 名古屋綿糸取引所理事長就任
- 大正14年(1925年) - 神野金之助と共に日本放送協会東海支部（現　NHK名古屋）設立時の役員就任
- 昭和3年（1928年) - 日本毛織側から川西清兵衛共、及び中京側として伊藤次郎左衛門、神野金之助、富田重助、瀧定助らと共に昭和毛糸紡績株式会（日本毛織にて合併）設立に参画
- 昭和4年(1929年) - 毛糸輸入高全国一位達成
- 昭和10年(1935年)　 - 二代目遠山孝三永眠

### 合資会社遠山商店
- 昭和12年（1937年） - 遠山静一代表就任後、その後本格的に輸出入業務を開始し合資会社遠山商店に組織変更
- 昭和13年(1938年) - 中国の奉天、天津に出張所開設
- 昭和21年（1946年） - 終戦により海外出張所を閉鎖し、東京・一宮・蒲郡に営業所開設
- 昭和25年(1950年） - 遠山邦孝、名古屋毛織商同業界設立、理事長就任
- 同年　三代目遠山孝三、大隈孝一らと共に名古屋青年会議所創立（JCI)　理事就任
- 昭和29年（1954年） - 伊藤伝七、福西英一津島市に工場誘致第一号としてウールトップメーキングの工場である現、旭遠山株式会社の前身である旭羊毛工業（株）を設立に資本参画

### 遠山株式会社
- 昭和31年（1956年） - 遠山株式会社を設立。シドニー、ニューヨーク、香港、リマ、テヘランに駐在員派遣し、輸出拡大
- 昭和24年 (1959年)  - 箕面ゴルフ倶楽部（箕面観光開発）設立
- 昭和35年（1960年） - 現地法人遠山ニューヨーク会社、遠山豪州会社、香港支店開設
- 昭和36年（1961年） - 現トヨタカローラ中京株式会社、前身パブリカ中京株式会社設立
- 昭和37年(1962年） - 遠山孝三、日本毛糸商業組合中部支部（現 名古屋毛糸同業界）設立、理事長就任

### 遠山産業株式会社
- 昭和38年（1963年） - トーメン（現 豊田通商）の資本参画を得て、遠山産業株式会社設立
- 昭和40年（1965年） - 旭興業株式会社設立。旭自動車学校 (現あさひ自動車学校) を開校
- 昭和40年（1965年） - 毛織物、対米国輸出量日本一達成。政府より輸出貢献企業として表彰を受ける
- 昭和48年（1973年） - アサヒゴルフセンター開設
- 昭和49年(1974年） - 遠山邦孝社長就任
- 昭和57年（1980年） - 遠山旭羽毛株式会社を設立。羽毛ふとん事業部を開設
- 昭和59年（1984年） - 東洋紡と共に有限会社ティティプランニング設立 生産委託管理業務開始
- 平成元年(1989年)  - 遠山憲孝社長就任
- 平成7年（1995年） - 温浴事業、旭湯津島を営業開始。
- 平成26年（2014年） - 遠山卓郎社長就任　神田毛織株式会社Kanda工場取得。高級生地の輸出を本格化
- 平成27年（2015年） - お持ち帰り餃子専門店「邦純」営業開始
- 令和1年（2019年） - 高齢者講習専用施設、「交通安全センター」竣工
- 令和3年（2021年） - 刈谷ハイウェイオアシスにてフライドポテト専門店「フライディー」運営に資本参

## 事業所
- 本社（名古屋市）
- 布団製造工場（津島市）
- 営業所（一宮市）

## グループ企業
- 有限会社ティ・ティ・プランニング：生産委託管理
- 有限会社遠山アパレル：イベント企画運営・新規事業・コンサルティング事業
- 旭遠山株式会社：不動産管理
- 旭興業株式会社：自動車教習所、スーパー銭湯、ゴルフ練習場、飲食業務
- 旭合繊株式会社：不動産管理